# Marston Green
Marston è un paese della contea delle West Midlands, in Inghilterra. Fa parte della parrocchia civile di Bickenhill.
in questo luogo è nato Ozzy Osbourne